# Catapausa basimaculata
Catapausa basimaculata là một loài bọ cánh cứng trong họ Cerambycidae.